# Paul Schmitt PS-7
Die Paul Schmitt PS-7.B2 war ein französisches Militärflugzeug im Ersten Weltkrieg.

## Entwicklung

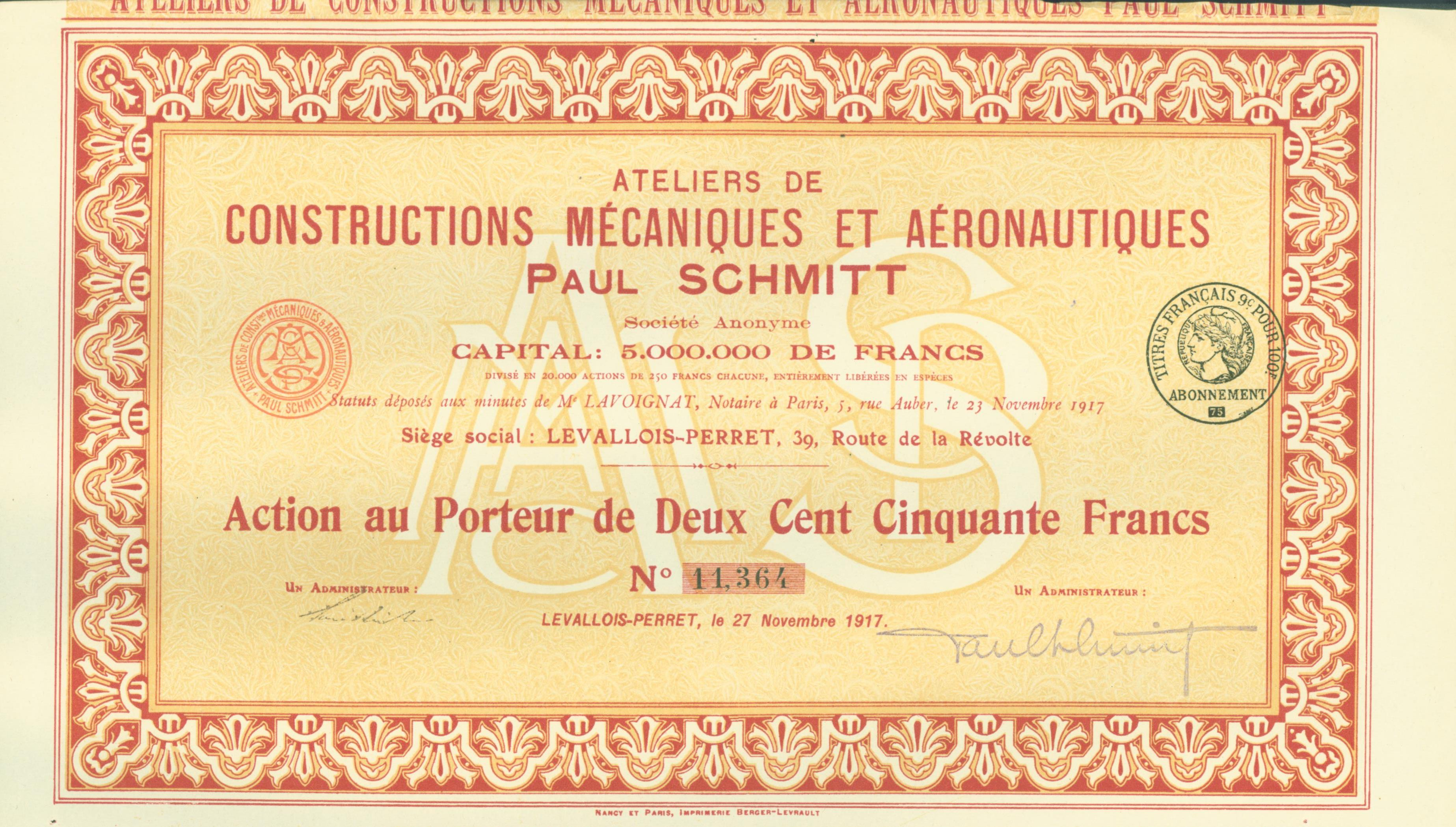
Aktie über 250 Francs der Ateliers de Constructions Mécaniques et Aéronautiques Paul Schmitt S. A. vom 27. November 1917

Paul Schmitt, Besitzer der Firma Ateliers de constructions mécaniques et aéronautiques Paul Schmitt in Levallois, hatte bei seinem Debüt auf dem Pariser Aerosalon im Jahr 1913 mit seinem Flugzeug „Airbus“ einen neuen Rekord aufgestellt, als er einen Flug mit neun Passagieren an Bord durchgeführt hatte. Schmitts Testpilot Victor Garaix gelangen Anfang 1914 noch weitere Rekorde bei der Durchführung von Passagierflügen.
Bei Kriegsbeginn diente Schmitt zunächst als Flieger an Bord seines eigenen Aerobus, wurde aber dann vom Kriegsdienst freigestellt, um weiter als Konstrukteur zu arbeiten. Er entwarf zunächst den P.S.3, der als Schulflugzeug verwendet wurde. Sein nächster Entwurf, der P.S.4 oder SBR (Schmitt Bomber Renault) kam in kleiner Stückzahl zum Einsatz.
Im Dezember 1915 wurde von den französischen Militärbehörden ein Wettbewerb für eine neue Klasse schwerer Militärflugzeuge ausgeschrieben. Diese sollten bis zu 600 kg Bombenlast aufnehmen, eine Reichweite von 600 km, eine Einsatzhöhe von 2.000 m und eine Höchstgeschwindigkeit von mindestens 120 km/h erreichen. Allerdings erfüllte keines der vorgestellten Flugzeuge diese Anforderungen. Auch Schmitt bewarb sich und führte die PS-6 vor, ein Flugzeug mit wassergekühlten Renault-12F-Motor, dessen Weiterentwicklung eine Flugdauer von 5 Stunden, eine Zuladung von 375 kg, eine Gipfelhöhe von 4.000 m sowie eine Geschwindigkeit von 125 km/h in 2.000 m Höhe erreichen sollte. Es existierten zwei Varianten des PS.6: Der Typ AB mit einem Spalt zwischen dem Boden des Flugzeuges und dem Rumpf und der Typ AH, bei dem die untere Tragfläche am Rumpf befestigt war (AB = Tiefdecker, AN = Hochdecker). Die Tragflächen konnten bis zu 12 Grad angewinkelt werden, um das Flugzeug bei der Landung abzubremsen.
Die PS-6.BRAH wurde unter der militärischen Bezeichnung Paul Schmitt PS.7.V2 zur Weiterentwicklung freigegeben. Die PS-7 war ein überdimensional großer, sechsstieliger Doppeldecker mit starren Tragflächen, konzipiert nach dem Vorbild des Aerobus. Sein Rumpf bestand aus einer mit Stoff bespannten Holzkonstruktion, ebenso wie Höhenleitwerk, Steuerflächen und Seitenleitwerk. Der Motor wurde auf einem Metallrahmen montiert, mit Bleck verkleidet und vorn mit einem Frontkühler versehen. Kraftstoff und Öltanks waren zwischen dem Motor und dem Pilotensitz angeordnet, so dass Pilot und Beobachter hinter den Tragflächen platziert wurden und eine gute Sicht aus dem Cockpit hatten.
Das Fahrwerk war aus Stahlrohr gebaut, die Räder an einer starren horizontalen Achse befestigt. Die Bewaffnung bestand aus einem synchronisierten Maschinengewehr für den Piloten und einem zweiten MG für den Beobachter. Unter den Tragflächen wurden Aufhängungen für 150 kg Bomben montiert.
Durch Verzögerungen bei der Herstellung wurde das erste Serienflugzeug erst im Februar 1917 ausgeliefert, enttäuschte jedoch bei der Abnahme durch die Aéronautique Militaire: Die Maschine war mit dem 200 PS-Renault-Motor zu untermotorisiert, um eine hinreichende Nutzlast aufnehmen zu können. Nach mehrfachen Verschiebungen lief die Produktion im April/Mai 1917 an, da die Truppe aufgrund erheblicher Verluste nicht länger auf einen neuen Bombertyp warten konnte. Die Produktion der PS-7 wurde jedoch zugunsten der Bréguet 14 im Juni 1917 eingestellt.
Eine PS-7 wurde im Sommer 1917 in Russland getestet, aber nicht in Dienst gestellt.

## Kriegseinsatz

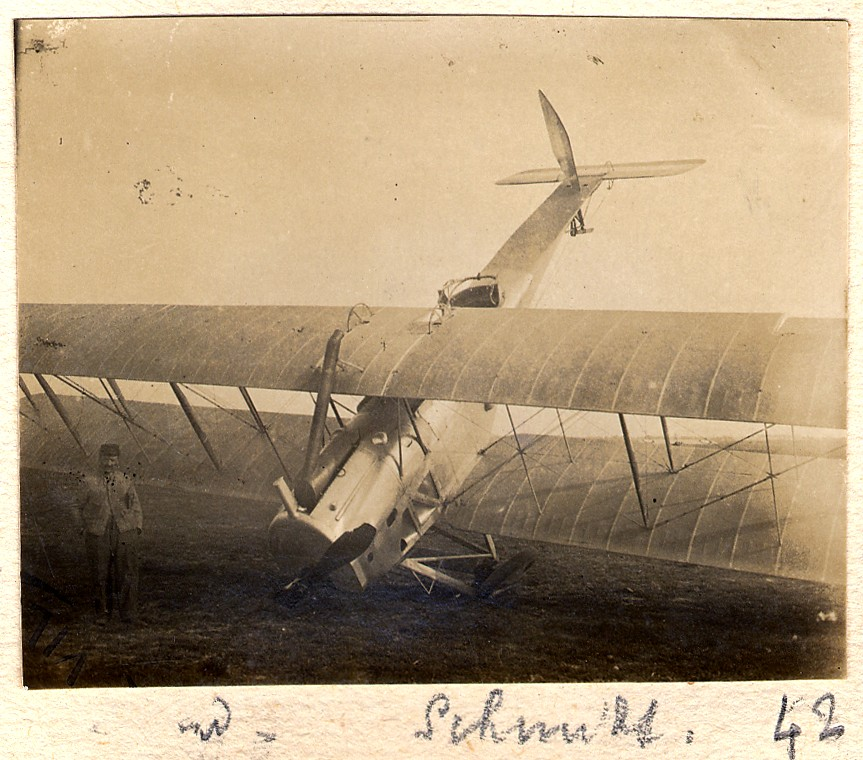
Paul Schmitt PS-7

Die „Groupe de bombardement 3“ (GB.3) – eine Bombergruppe, bestehend aus den vier Escadrilles PS.125 bis 128, die an der Westfront operierte – wurde mit dem Flugzeug ausgerüstet. Die Flugzeuge der letzten Auslieferungsserie, die an die Escadrille PS.128 gingen, erhielten ein Fahrgestell mit vier Rädern, um die Landeeigenschaften zu verbessern.
Zum Zeitpunkt ihrer Auslieferung an die Escadrilles der Aéronautique Militaire war die 1915 konstruierte PS-7 bereits deutlich veraltet. Ihre geringe Geschwindigkeit machte das langsame und schwerfällige Flugzeug zum leichten Ziel für feindliche Flak und Jäger. Auch die Ausstattung mit dem schwereren 265 PS-Renault-Motor konnte diese Mängel nicht abstellen. Die PS-7 wurden daher meist als Nachtbomber gegen Fernziele wir Bahnhöfe und Versorgungsdepots eingesetzt, wie am 13./14. April 1917 gegen die Bahnhöfe in Marl und Crécy-sur-Serre und am 2. Mai gegen einen deutschen Flugplatz bei Saint-Quentin.
Das überdimensionierte Flugzeug erwies sich als so schwierig zu steuern, dass ein genaues Ansteuern der Ziele äußerst schwierig war. Zudem erwiesen sich die Motoren als unzuverlässig, so dass die Einsatzstärke des Geschwaders zeitweise sogar bis auf nur noch zwölf Maschinen absank. Die Besatzungen nahmen inzwischen oft ein weiteres Lewis-MG und zusätzliche Munition als Abwehrbewaffnung mit, was die verbleibende Nutzlast für die Bombenzuladung auf 90 kg verringerte. Nur durch ausdrücklichen Befehl des Oberkommandos konnten weitere Angriffe des Geschwaders durchgesetzt werden. Weitere Einsätze folgten; der letzte größere Angriff wurde am 20. Oktober 1917 durchgeführt. Danach war ein weiterer Ferneinsatz aufgrund der Bedrohung durch die deutschen Jagdflugzeuge und feindliche Flak-Artillerie nicht mehr zu verantworten. Die verbliebenen PS-7 der GB.3 wurden bis Januar 1918 im Fronteinsatz durch Sopwith 1½ Strutter und Bréguet 14 abgelöst und an Ausbildungseinheiten abgegeben.
Die PS-7 im Leistungsvergleich (Ende Frühjahr 1917)
| Name                         | Land                   | Motorstärke | max. Geschwindigkeit | Startmasse | Bewaffnung | Gipfelhöhe |
| ---------------------------- | ---------------------- | ----------- | -------------------- | ---------- | ---------- | ---------- |
| Paul-Schmitt PS-7            | Frankreich             | 265 PS      | 135 km/h             | 2093 kg    | 2–3 MG     | 4270 m     |
| Nieuport 12                  | Frankreich             | 110 PS      | 144 km/h             | 875 kg     | 2 MG       | 4300 m     |
| Bréguet 14                   | Frankreich             | 300 PS      | 184 km/h             | 1565 kg    | 2 MG       | 6000 m     |
| Airco D.H.4                  | Vereinigtes Königreich | 350 PS      | 195 km/h             | 1685 kg    | 2–3 MG     | 5000 m     |
| Royal Aircraft Factory R.E.8 | Vereinigtes Königreich | 150 PS      | 164 km/h             | 1302 kg    | 1–2 MG     | 4115 m     |
| Sopwith 1½ Strutter          | Vereinigtes Königreich | 130 PS      | 164 km/h             | 975 kg     | 2 MG       | 3960 m     |
| A.E.G. G.IV                  | Deutsches Reich        | 2×260 PS    | 165 km/h             | 3630 kg    | 2 MG       | 4500 m     |
| Rumpler C.VI                 | Deutsches Reich        | 220 PS      | 136 km/h             | 1264 kg    | 2 MG       | 4000 m     |
| DFW C.V                      | Deutsches Reich        | 220 PS      | 155 km/h             | 1430 kg    | 2 MG       | 5000 m     |

## Technische Daten
| Kenngröße                | Daten                                           |
| ------------------------ | ----------------------------------------------- |
| Besatzung                | 2                                               |
| Länge                    | 9,60 m                                          |
| Spannweite               | 17,65 m                                         |
| Höhe                     | 3,58 m                                          |
| Flügelfläche             | 48,4 m²                                         |
| Leermasse                | 1294 kg                                         |
| Startmasse               | 2093 kg                                         |
| Höchstgeschwindigkeit    | 135 km/h                                        |
| Steigleistung auf 2000 m | 22 min                                          |
| Gipfelhöhe               | 4270 m                                          |
| Flugdauer                | 5 h                                             |
| Standardtriebwerk        | ein 8-Zylinder-V-Motor Renault, 265 PS (195 kW) |
| Bewaffnung               | 2 MG, 152 kg Bomben                             |